# 卢膺
卢膺（？—957年），一作卢应。五代十国时南汉官员，南汉中宗时中书侍郎、同平章事、范阳县开国男，食邑三百户。卢晝之子、卢光启之兄卢光济的后人。
卢膺在南汉高祖刘䶮时为工部侍郎。大有年间，加太尉。他与谢宜清等出使吴越国。马殷之女嫁给錢鏐的儿子錢傳璛，錢傳璛死后，卢膺求聘錢傳璛的妻子为刘䶮的继后，马氏誓不再嫁，卢膺无功而还。盧膺才藻俊茂，酷有体裁。中宗刘晟在位时，拜卢膺为中书侍郎、同平章事。乾和十五年（957年）冬，卢膺在官任上去世。